# Улица Самойловой (Мурманск)
У́лица Само́йловой — улица в Мурманске, названа 14 октября 1957 года в честь Конкордии Николаевны Самойловой (1876—1921), расположена в Октябрьском округе города.

## Расположение
Лежит в центре кварталов, ограниченных проспектом Ленина и улицей Шмидта: с юга замкнута трёхэтажным зданием лицея № 2 вблизи улицы Дзержинского, с севера — зданием конгресс-отеля «Меридиан» на площади Пять Углов.

## История улицы
Улица появилась в 1925 году и раньше начиналась у Варничного ручья. Потом южная часть улицы стала переулком Русанова. Большое строительство велось на улице во времена второй пятилетки и в предвоенный период. В 1934 году здесь появился первый в городе жилой каменный дом, который в народе назвали «Дом врача» — в нём поселились первые сотрудники городской больницы. Он сохранился на пути от здания ПИНРО к Театральному бульвару. Первое семиэтажное здание на улице появилось в 1937 году. Раньше на его месте стоял барак, в котором в марте 1920 года проходил первый уездный съезд Советов, принявший решение о переносе уездного центра из Александровска-на-Мурмане (Полярный) в Мурманск. Александровский уезд Архангельской губернии стал называться Мурманским. Сейчас о съезде напоминает мемориальная доска на доме № 3. Все остальные здания были возведены на улице в послевоенные годы.

## Знаменитые жители города, которые жили на улице
- Орликова, Валентина Яковлевна — капитан дальнего плавания Мурманского тралового флота, Герой Социалистического Труда. Жила в доме № 5.

## Наше время
Новых зданий не возводилось, все дома были построены до и после войны во времена И. В. Сталина. На улице много магазинов.